# (38635) 2000 LB21
2000 LB21 (asteroide 38635) é um asteroide da cintura principal. Possui uma excentricidade de 0.13292480 e uma inclinação de 5.49159º.
Este asteroide foi descoberto no dia 8 de junho de 2000 por LINEAR em Socorro.